# Romi Grey
Romi Grey ( * 21. července 1966 České Budějovice), pravým jménem Romana Šedivá, je česká spisovatelka a ochránkyně zvířat.

## Dílo
V roce 2019 vydala knihu Jmenuji se Orel, která byla nominována v kategorii Objev roku prestižní ceny Magnesia Litera 2020. O rok později knihu s pracovním sešitem doporučil Národní pedagogický institut ČR do škol. Na rok 2022 chystá autorka pokračování.

### Dílo
- GREY, Romi. Jmenuji se Orel. 1. vyd. [s.l.]: [s.n.], 2019. 80 s. ISBN 978-80-906979-8-0.